# دهشت (آلبوم)
دهشت (به انگلیسی: Panic) دومین آلبوم استودیویی گروه الکترو سوینگ کاروان پالاس است که در ۵ مارس ۲۰۱۲ توسط واگرام موزیک منتشر شد.

## فهرست آهنگ‌ها
| شماره      | نام                            | مدت   |
| ---------- | ------------------------------ | ----- |
| ۱.         | «Queens»                       | ۴:۰۶  |
| ۲.         | «Maniac»                       | ۴:۱۱  |
| ۳.         | «The Dirty Side of the Street» | ۳:۳۹  |
| ۴.         | «12 juin 3049»                 | ۳:۲۳  |
| ۵.         | «Rock It for Me»               | ۳:۱۲  |
| ۶.         | «Clash»                        | ۴:۱۳  |
| ۷.         | «Newbop»                       | ۲:۵۱  |
| ۸.         | «Glory of Nelly»               | ۳:۴۵  |
| ۹.         | «Dramophone»                   | ۳:۲۴  |
| ۱۰.        | «Cotton Heads»                 | ۳:۳۸  |
| ۱۱.        | «Panic»                        | ۴:۰۵  |
| ۱۲.        | «Pirates»                      | ۳:۲۰  |
| ۱۳.        | «Beatophone»                   | ۳:۵۴  |
| ۱۴.        | «Sydney»                       | ۳:۳۲  |
| مجموع مدت: | مجموع مدت:                     | ۵۱:۰۸ |

## سازندگان
- هوگوس پاین - ویولن
- آرنود ویال - گیتار
- چارلز دلاپورت - کنترباس
- کامیل چاپلیر- کلارینت
- آنتوان توستو - ترومبون، دستگاه درام
- آئورلین - گیتار، دی جی
- سونیا فرناندز ولاسکو با نام مستعار زویی کلوتیس - خواننده